# Molve
Molve es un municipio de Croacia en el condado de Koprivnica-Križevci.

## Geografía
Se encuentra a una altitud de 119 m s. n. m. a 115 km de la capital nacional, Zagreb.

## Demografía
En el censo 2011, el total de población del municipio fue de 2 189 habitantes, distribuidos en las siguientes localidades:
- Čingi-Lingi - 9
- Molve - 1 432
- Molve Grede - 280
- Repaš - 468

| Gráfica de población de Molve 1857-2011                             |
|                                                                     |
| Según los censos de población de la oficina estadística de Croacia. |

## Historia
Molve proviene de la palabra croata mlinovi (molinos), en referencia a los molinos situados sobre el río Drava y sus afluentes. La primera mención documentada de Molve aparece en fuentes históricas del año 1273.
Uno de los elementos arquitectónicos más destacados del lugar es la iglesia parroquial de la Asunción de la Santísima Virgen María, construida en el siglo XIX por el arquitecto Franjo Klein, originario de Zagreb. La parroquia fue establecida a mediados del siglo XVII.
En las proximidades de la iglesia se encuentra una capilla votiva en una colina, que alberga la estatua conocida como la Madre de Dios de Molve, considerada milagrosa. Este santuario se sitúa sobre los cimientos de una iglesia original dedicada a la Santísima Virgen María, datada a principios del siglo XIII. El sitio es administrado por el padre Zdravko Tuba, párroco de Molve, guardián del monasterio franciscano y encargado del santuario.